# Suillia atricornis
Suillia atricornis – gatunek muchówki z rodziny błotniszkowatych.
Gatunek ten opisany został w 1830 roku przez Johanna Wilhelma Meigena jako Helomyza atricornis.
Muchówka o ciele długości około 5 mm. Jej czułki mają trzeci człon czarny, zaś aristy porośnięte włoskami o długości większej niż szerokość jej nabrzmiałej nasady aristy. Tułów jej cechują: obecność szczecinek barkowych, bardzo drobno owłosione dolne części propleurów oraz nagie pteropleury, mezopleury i dolna strona tarczki. Skrzydła odznaczają się nieprzyciemnionymi żyłkami.
Owad znany z Hiszpanii, Andory, Irlandii, Wielkiej Brytanii, Francji, Belgii, Holandii, Niemiec, Danii, Szwecji, Norwegii, Finlandii, Szwajcarii, Austrii, Włoch, Polski, Litwy, Łotwy, Czech, Słowacji, Węgier, Rumunii, Bułgarii, Ameryki Północnej i Rosji: od Półwyspu Kolskiego przez Syberię po Daleki Wschód.